# واقع افتراضي

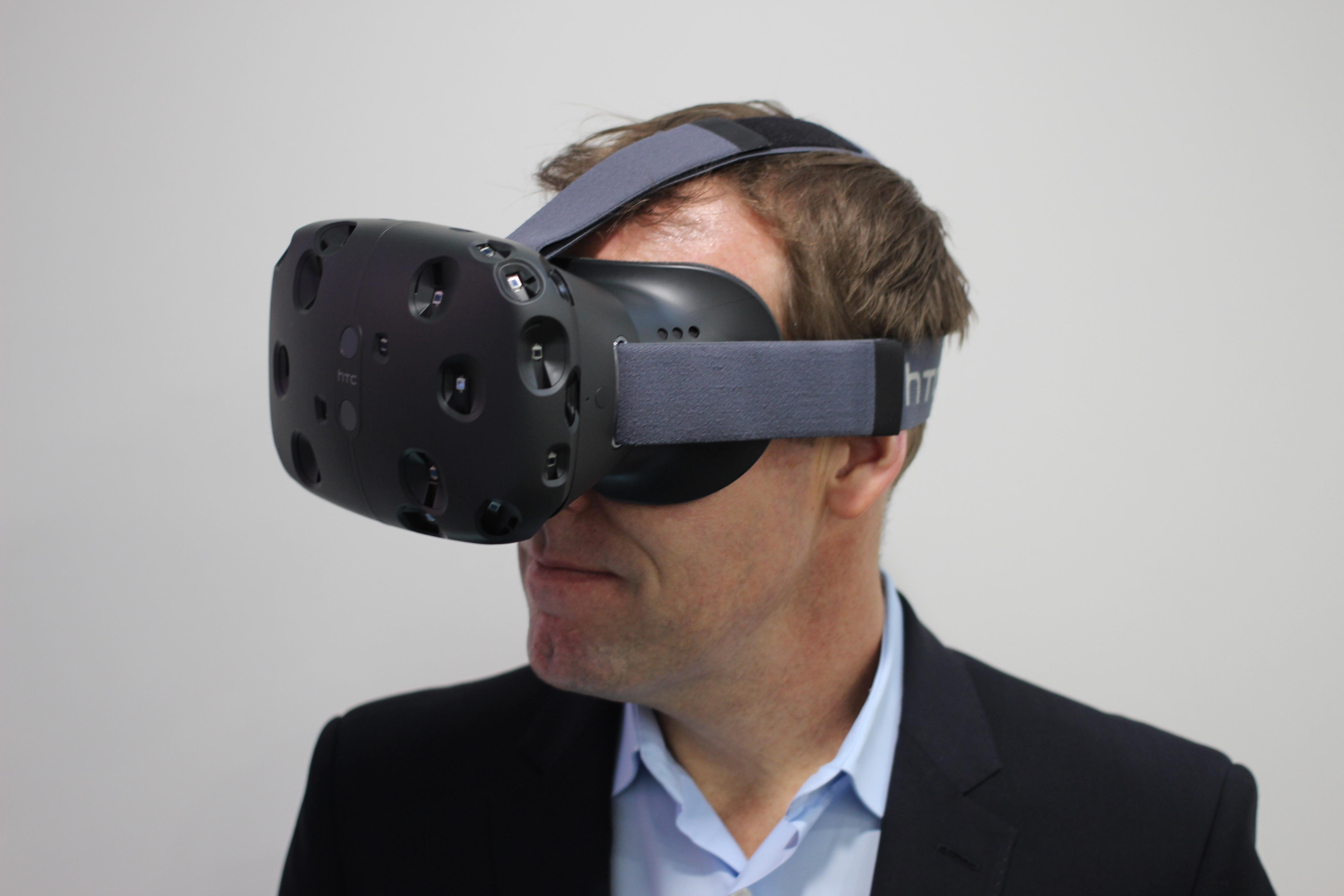
نظاره واقع افتراضي من إنتاج اتش تي سي.

الواقع الافتراضي أو المتخيّل أو الكامن أو الظاهري (VR) مصطلح ينطبق على محاكاة الحاسوب للبيئات التي يمكن محاكاتها مادياً في بعض الأماكن في العالم الحقيقي، وذلك في العوالم الخيالية. أحدث بيئات الواقع الافتراضي هي في المقام الأول التجارب البصرية، وإما عرض على شاشة الكمبيوتر أو من خلال عرض مجسم خاص، ولكن بعض المحاكاة تتضمن معلومات حسية إضافية مثل الصوت من خلال مكبرات الصوت أو سماعات الرأس. بعض الأنظمة المتقدمة لمسية، وتشمل المعلومات عن طريق اللمس، والمعروفة عموما باسم قوة ردود الفعل، في التطبيقات الطبية والألعاب الإلكترونية. وعلاوة على ذلك، الواقع الافتراضي يغطي بيئات الاتصال عن بعد والتي توفر للمستخدمين وجود ظاهري مع مفاهيم التواجد عن بعد إما من خلال استخدام أجهزة الإدخال القياسية مثل لوحة المفاتيح والفأرة، أو من خلال أجهزة متعددة الوسائط مثل السلكية والقفازات، بزليموس، والمطاحن شاملة لكل الاتجاهات. لا يمكن لبيئة المحاكاة ان تكون مشابهة للعالم الحقيقي لاستحالة خلق تجربة نابضة بالحياة على سبيل المثال، في محاكاة لطيار المقاتلة أو التدريب أو أنها يمكن أن تختلف اختلافا كبيرا عن الواقع، كما هو الحال في ألعاب الواقع الافتراضي. في الواقع، هو في الوقت الراهن من الصعب جدا لخلق واقع افتراضي عالية الدقة، ويرجع ذلك إلى حد كبير إلى القيود التقنية على تجهيز القوة، دقة وضوح الصورة، وعرض النطاق الترددي الاتصال، ولكن أنصار هذه التقنية ياملون أن يتم التغلب على أوجه القصور مثل المعالجات، والتصوير، والاتصالات وتكنولوجيات المعلومات أصبح أكثر قوة وفعالية من حيث التكلفة مع مرور الوقت.
وكثيرا ما يستخدم لوصف واقع افتراضي تشكيلة واسعة من التطبيقات المرتبطة عادة غامرة والبيئات والمرئية عالية الجودة ثلاثى الابعاد 3D.

## بعض فوائد الواقع الافتراضي في العمارة
"... إن الواقع الافتراضي ينتج سياقات شبه حقيقية واضحة وسهلة الفهم. لماذا يجب البحث عن معلومة معينة، في واحد من الملفات الكثيرة، بين العديد من المجلدات ؟ عندما يمكننا الذهاب مباشرة (سواء باستخدام الواقع المعزز أو الواقع الافتراضي) إلى السياق الذي يتضمن تلك المعلومة. على سبيل المثال إذا كنت أريد أن أعرف النظام الكلاسيكي للأعمدة المستخدمة في الكولوسيوم وعلى أي أساس تم توزيعها بالنسبة للطوابق وما هي النسب بينها؟ فبدلا من البحث عن هذه المعلومات على شبكة الإنترنت، أو في ملف على جهاز الكمبيوتر الخاص بي، أو الذهاب إلى المكتبة للبحث عن الكتب التي قد تشتمل على تلك المعلومات، فإنه بالتأكيد من الأسهل الذهاب مباشرة إلى النسخة الافتراضية للكولوسيوم والحصول على جميع المعلومات التي أحتاجها، بما في ذلك الوضع القائم والأصلي لكل عنصر من العناصر المعنية. وهنا من المهم مناقشة ما هي أفضل وسيلة للتفاعل مع العالم الافتراضي؟ وهل نحن بحاجة لواجهة بينية كما تلك التي تم استخدامها حتى الآن؟ أو أن ذلك العالم سوف يمثل بيئة ثلاثية الأبعاد تفاعلية لتصميم تجربة المستخدم (User experience design)؟ لذلك، فإننا نواجه فصلا جديدا من التفاعل مع المحتوى الرقمي للمعلومات. ومن الصعب التنبؤ بما سوف يحدث لشبكة الواقع الافتراضي في المستقبل، ولكن من المؤكد أنها سوف تكون أبسط وأكثر طبيعية مما هي عليه اليوم. إننا ندرك واقعية العالم الافتراضي عندما ينقطع التيار الكهربائي أو خدمة الإنترنت فالعالم الافتراضي حقيقي كما هو العالم المصنوع من الطوب والكِلس وأنابيب الحديد. إن وسائل الإعلام القديمة اندمجت مع تلك الجديدة في خليط مثير للدهشة على سبيل المثال الإنترنت لم يؤدِ إلى اختفاء الكِتاب ولكن بدلا من ذلك قد يكون السبب الرئيسي في تعزيز المكتبة. وقد يكون من الصحيح أننا لا نحتاج إلى الانتقال ماديا للتحقق من الموسوعات أو القواميس، ولكن أكثر الناس يهتم بالتردد على أماكن اللقاءات والاكتشافات الجديدة، ورؤية الأمور من منظور مختلف. وكل هذا يفتح الباب أمام نوع جديد من المكتبات، حيث يمكن التجول بين المعلومات. وبالتالي، فالمكتبة والمعرفة بشكل عام يمكن أن تتحرر من جدرانها المادية والذهاب هناك حيث يجتمع الناس، وخصوصا إلى تلك الأماكن حيث يعيش الأشخاص الذين لديهم معيقات مختلفة (دور العجزة والمعاقين، والمستشفيات، والسجون والثكنات العسكرية). وبذلك يتشارك المواطنين افتراضيا في التصميم والاتصال، وإدارة وتنفيذ العمل الثقافي. وباختصار، فإن المستقبل هو تحويل المكتبة التقليدية إلى مدينة، والمدينة الافتراضية إلى مكتبة.

## الواقع الافتراضي والتعليم
دخل الواقع الافتراضي عالم التعليم من الباب الكبير، وخلق موارد جديدة للتدريس، تم ذلك من خلال ادخال الطالب في بيئة ثلاثية الأبعاد (3D) تجعل كل شيء أكثر متعة وإثارة، وتشير التقديرات أنه بحلول عام 2021 ستستخدم 60% من مؤسسات التعليم العالي الواقع الافتراضي لخلق بيئة محاكاة تعليمية معززة.
يسمح الواقع الافتراضي بالاستكشاف والسفر وزيارة العالم وأنت في منزلك، وتتمثل العقبة الأساسية في هذه التقنية بحاجتها لأجهزة خاصة عديدة مثل: (Oculus Rift, Samsung Gear VR, HTC Vive, Google Daydream)

## الواقع الافتراضي والعلاج النفسي
تم استخدام الواقع الافتراضي للعلاج النفسي أو العلاج المهني، والتأثير في إعادة التأهيل الظاهري.
يتنقل المرضى الذين يتلقون علاجًا للواقع الافتراضي عبر البيئات التي أُنشئت رقميًا ويكملون مهامًا مصممة خصوصًا غالبًا لعلاج مرض معين. تتراوح التكنولوجيا من جهاز كومبيوتر بسيط ولوحة مفاتيح إلى سماعة واقع افتراضي حديثة (جهاز عرض يُلبس على الرأس أو جزءًا من خوذة). يُستخدم على نطاق واسع شكلًا بديلًا للعلاج بالتعرض (هو تقنية في العلاج السلوكي لعلاج اضطرابات القلق)،